# 卜部乙屎麻呂
卜部 乙屎麻呂（うらべ の おとくそまろ、生没年不詳）は、平安時代前期の人物。

## 経歴
対馬国下県郡の人。貞観12年（870年）に鸕鷀鳥を捕獲するために新羅との国境に赴くが、新羅側に捕らえられ土牢に囚獄される。同国の現地では材木から大船を建造し、鼓を打ち鳴らして角笛を吹き兵士の訓練を行っており、乙屎麻呂は牢番にこれらの目的を問うたところ、対馬島を攻め取ろうとしているとの返事があった。これを聞いた乙屎麻呂は縛めを解いて脱獄し、辛うじて日本に戻り、新羅での様子を大宰府に報告した。
この報告を受けて、朝廷は沿海の諸郡に対する警固の強化、および因幡・伯耆・出雲・石見・隠岐などの日本海沿岸の諸国に対して守備用の設備・防具を整備するように命じた。さらに、大宰府管内に居住していた新羅人を、新羅来襲時の内応を防ぐために、陸奥国の空閑地に移住させた。